# هليوبوليس (فلم)
هليوبوليس هو فيلم مصري مستقل انتج في عام 2009، هو الإخراج الأول لـ أحمد عبد الله السيد، الذي عمل في حقل المونتاج السينمائي من قبل.

## نبذة
فيلم هليوبوليس، هو واحد من الأفلام الروائية المستقلة، التي أنتجت في العام 2009، الفيلم تم إنتاجه وتصويره بميزانية ضئيلة، حيث يؤدي كل فريق العمل في الفيلم دوره بشكل تطوعي تماما وبلا أجر، سواء من فريق التصوير أو من النجوم الواقفين أمام الكاميرا، بصيغة تشاركية في إنتاج هذا الفيلم
الفيلم تم تصويره بتقنية الهاي ديفينيشن، قام بتصويره شباب سينمائيين جدد، أغلبهم يخوض تجربة الفيلم الطويل الأول، ويعتبر الفيلم هو العمل الأول لمخرجه «أحمد عبد اللـه السيد» تأليفا وإخراجا، وإن كان قد عمل في الحقل السينمائي كمونتير لمدة طويلة
و الفيلم هو الفيلم الثاني لشركة فيلم هاوس، التي أنتجت من قبله فيلم عين شمس، لمخرج آخر هو «إبراهيم البطوط»، والذي تم إنتاجه بنفس الطريقة وتم مؤخرا نقله من صيغته الأولي كفيلم ديچيتال، إلى فيلم سينمائي 35مم، وعرض تجاريا عام2010
الفيلم هو الاختيار الرسمي للمشاركة في عدد من المهرجانات الدولية مثل تورونتو، فانكوفر، تيسالونيكي، الشرق الأوسط، مراكش

## ملخص
تسري أحداث الفيلم من خلال خمس قصص متوازية تدور في حي واحد، لأناس بالكاد يعرفون بعضهم البعض وبالكاد تتقاطع حياتهم.
بينما تزدحم القاهرة شيئا فشيئا، تبقى التفاصيل الصغيرة تحكي حكايات سكانها، يوم واحد تتشابك فيه خيوط القصة، وتتقاطع فيه أحلام الشخصيات.
و على الرغم من كونه يوما آخر عادي للجميع، يوم آخر علي حي هليوبولس العريق بـمصر الجديدة، إلا أن الجميع سيعرفون أن هذا اليوم قد انتهى بلا طائل، وربما عليهم إعادة كل شيء من جديد في يوم آخر، في هليوبوليس.

## الممثلون
- خالد أبو النجا: (إبراهيم)
- حنان مطاوع: (إنچي)
- يسرا اللوزي: (يسرا)
- هاني عادل: (هاني)
- عايدة عبد العزيز: (ڤيرا)
- هند صبري: (مشاركة صوتية)
- محمد بريقع: (الجندي)
- عاطف يوسف: (علي)
- آية سليمان: (مها)
- سمية الجويني: (ريم)
- محمود اللوزي: (أراميان المصور)

## جوائز ومهرجانات
السيناريو الأصلي حاز على جائزة ساويرس للعمل الأول في أواخر عام 2007
في حين يشارك الفيلم في مهرجان تورونتو السينمائي عام 2009، ثم يشارك في مهرجان فانكوفر السينمائي من بعدها.
كما يشارك في الدورة الخمسين لمهرجان سالونيكي العتيد باليونان في نوفمبر 2009

## وصلات خارجية
- مقالات تستعمل روابط فنية بلا صلة مع ويكي بيانات

1. الموقع الرسمي للفيلم
2. موقع IMDB
3. موقع المخرج
4. السينما دوت كوم